# Teatre Kursaal-Fernando Arrabal
El Teatre Kursaal-Fernando Arrabal és el teatre més important de Melilla (Espanya), ubicat al n.º 6 de l'avinguda Cándido Lobera, Eixample Modernista i que forma part del Conjunt Històric Artístic de la Ciutat de Melilla, un Bé d'Interès Cultural.

## Saló Kursaal
Els solars 190, 191 i 192 del Barri de Reina Victoria quedaran deserts en les licitacions de 1910, a causa de la seva desfavorable ubicació respecte a L'Avinguda i dos anys més tard, de forma provisional se cediran en usucte a Isidre Ribas i Pujol i Antonio Carbonell Pages, per a la instal·lació d'un skating rink, pista de patinatge, bar i cinematògraf projectat al principi per Joaquín Barco Pons, projecte del 12 de juny de 1912, finalment es deu al de Enric Nieto i Nieto amb data 25 de setembre de 1912, autoritzada la seva construcció el 8 del mes següent i sent conclòs a la fi del mateix any, sent inaugurat el 23 de desembre de 1912, amb la denominació de Saló Kursal.
Propietat dels empresaris Jorro i Rivas, era un enorme pavelló de fusta amb fusteria interior de disseny vienès per a l'esbarjo proveït llavors de la major pista d'Espanya, l'any 1915 és comprat per Ricardo Ramos Cordero que el 1916 el reforma per servir de teatre de varietats i comèdies.
A l'“Informe sobre les condicions que reuneixen actualment els locals destinats a espectacles públics, en aquesta ciutat”, signat per l'enginyer industrial Francesc de les Coves i l'arquitecte Enric Nieto i Nieto, datat a primer d'abril de l'any 1927 indicava el seu mal estat ia la Sessió Permanent de la Junta Municipal de començaments del mes de juny de 1928 s'havia obligat el propietari a deixar lliure un tros de via pública que usufructuava a efectes d'urbanització dels terrenys propers al barracó, abans del 31 de desembre de 1928.
Corbella ho adquireix en 1929 i ho lloga a Rico i Rojo, fins que és comprat per Rafael Rico Albert el 1929, que el 19 de maig de 1930 va començar a enderrocar-lo.

## Teatre Kursaal

### Història
El 20 de febrer de 1930, la Junta Municipal va autoritzar la seva construcció a Rico Albert indicant que havia d'alinear-se amb l'Edifici de la Cambra de Comerç i ajustar-se plenament a les condicions imposades per la Comissió d'Espectacles de Melilla.
Va ser construït en 1930 pels contractistes José Zea, Albadelajo i Martínez Rosas, SA, amb decoració de Vicente Maeso i fusteries de Adolfo Hernández segons disseny de l'arquitecte Enric Nieto i Nieto datat el desembre del 1929 i inaugurat el 31 d'octubre del 1930, dos mil cinc-cents espectadors, el 14 d'abril del 1931 va tenir lloc l'inici de les seves sessions de cinema sonor amb la pel·lícula alemanya titulada en espanyol Sólo te he querido a ti, sent declarada obra nova aquest any i ampliat entre 1934 i 1935 amb prosceni i camerinos pel mateix arquitecte el novembre de 1934, per servir de teatre, l'únic del centre de Melilla.
Va ser anomenat Cine Nacional en 1937 i va patir la pèrdua la decoració original de la sala 1952 i 1953, substituïda per una de Pedro Aroca, dels pinacles de la façana principal després de diversos terratrèmols entre 1958 i 1959 i l'eliminació dels llotges del procenio el 1969 per engrandir la pantalla.
Després del tancament en 1982 del Monumental Cinema Sport es va convertir en el major cinema de Melilla, en què se celebraven les Setmanes de Cinema.
Va ser comprat en 2005 i reconstruït entre 2010 i 2011 per la Ciutat Autònoma de Melilla, sent denominat Teatro Kursaal.

El 25 d'octubre de 2017 es va rebatejar com Teatre Kursaal-Fernando Arrabal amb la presència del propi Fernando Arrabal.

### Descripció

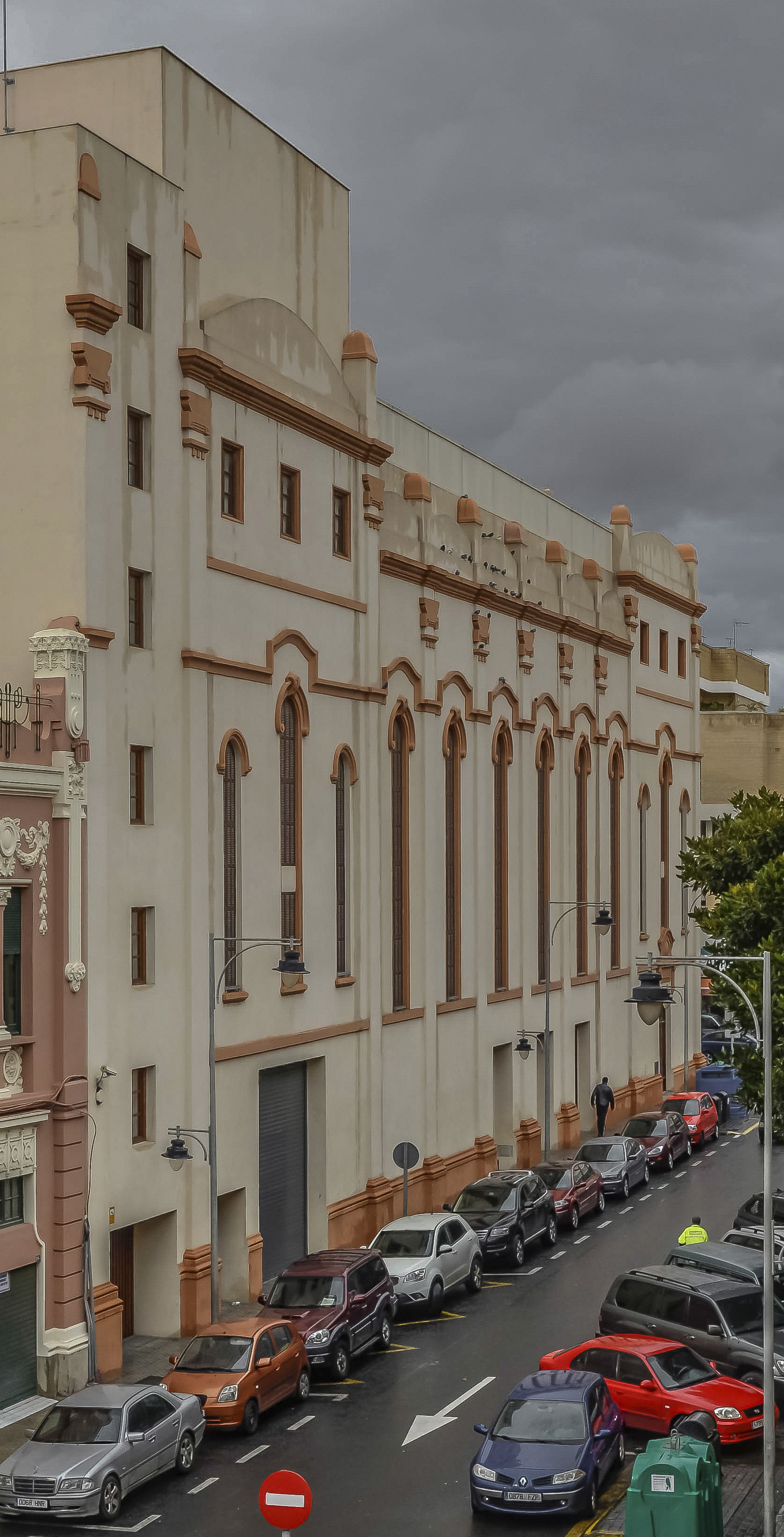

Està construït amb parets de maçoneria de pedra local i maó totxo, amb revoltó de maó totxo per als sostres, materials molt humils.

### Exterior
La seva façana principal compta amb un carrer que s'inicia amb les tres portes d'entrada en arc adovellat arcs plans, continuant amb una finestreta trífora que condueix a un balcó corregut amb Balustre, aquesta finestra continua amb una altra de similar, amb un arc escarser sobre el rètol de fosa, emmarcat per una cornisa adaptat a l'arc que porta a cinc finestres adinteladas, separades per pilastres que condueixen a un frontó corb, flanquejat per pinacles que arrenquen en belles pilastres ornamentades amb motius geomètrics que s'inicien en el primer cos.
Els carrers laterals compten amb belles portes de fusta, amb motllures que porten fins a un gran finestral acabat en arc, lletres de ferro sevillanes que porta a una altra cornisa adaptat a l'arc i aquesta a una finestra, rematant-se amb un altre frontó corb i flanquejat tot el carrer amb pilastres, repetint-se aquesta composició del carrer als draps de la façana lateral.

### Interior

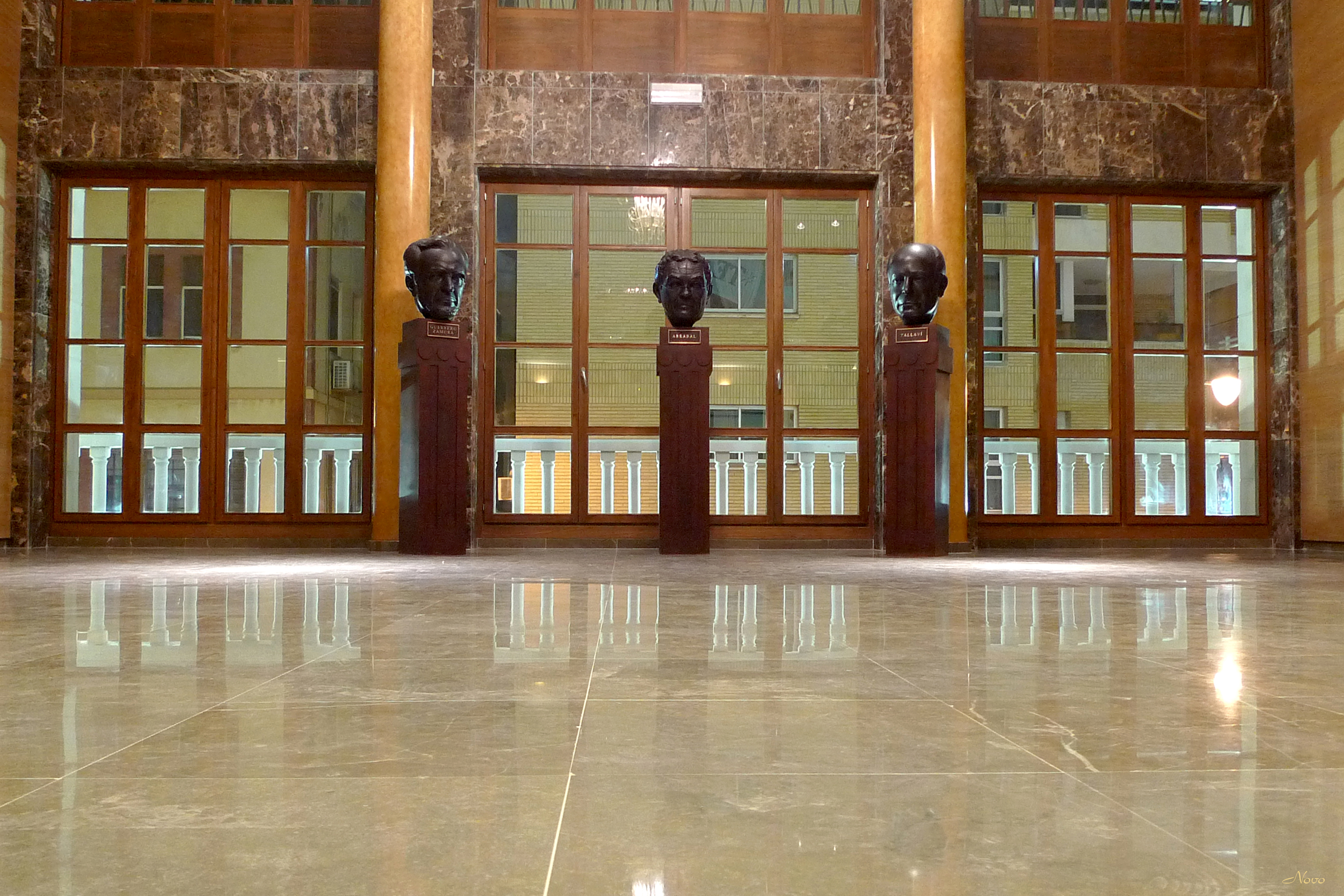
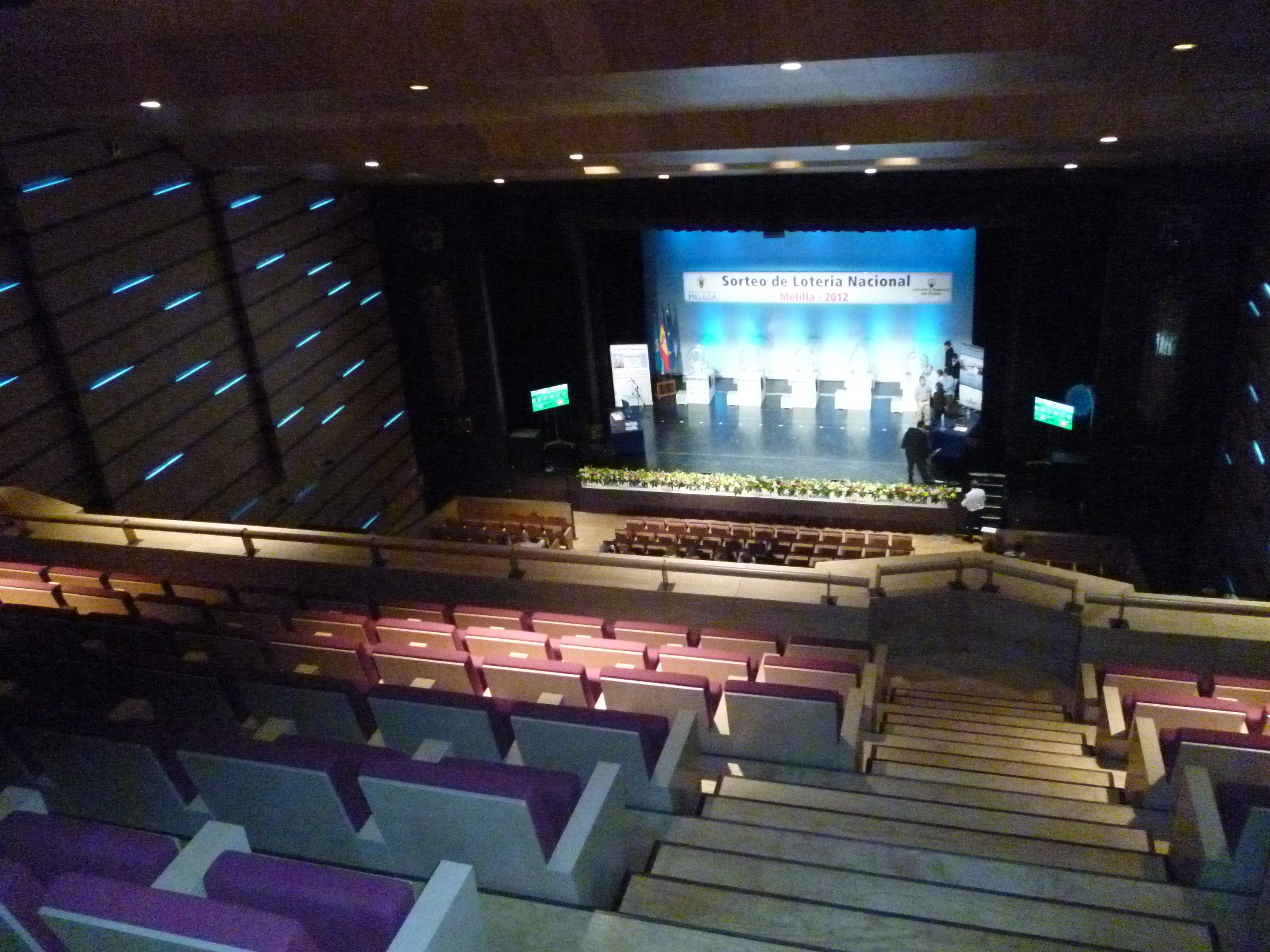

Abans de la transformació comptava amb tres plantes –800 i 400 butaques–.
La planta baixa comptava amb les taquilles als costats del vestíbul, després del situa el pati, amb prosceni i orquestra al final, la primera comptava amb foyer, els serveis i, separat per reixeria central, l'ull del pati que oferirà la visual del rebedor de la planta baixa, fins a la construcció de l'escenari amb la cabina i entrades laterals a l'amfiteatre que als seus braços extrems tenia les llotges. El segon amfiteatre, d'igual distribució, acollirà la comptadoria i donarà fi, a la superfície central, a la visió del foyer inferior.